# James Stuart (1. wicehrabia Stuart of Findhorn)
James Gray Stuart, 1. wicehrabia Stuart of Findhorn MVO, CH (ur. 9 lutego 1897 w Edynburgu, zm. 20 lutego 1971) – brytyjski arystokrata i polityk, członek Partii Konserwatywnej, minister w rządach Winstona Churchilla i Anthony’ego Edena.

## Życiorys
Był młodszym synem Mortona Stuarta, 17. hrabiego Moray, i Edith Palmer. Walczył podczas I wojny światowej w szeregach Royal Scots. Dosłużył się rangi kapitana i otrzymał Military Cross.
4 sierpnia 1923 r. poślubił lady Rachel Cavendish (22 stycznia 1902 – 2 października 1977), córkę Victora Cavendisha, 9. księcia Devonshire, i lady Evelyn Petty-Fitzmaurice, córki 5. markiza Lansdowne. James i Rachel mieli razem syna i córkę:
- Jean Davina Stuart, żona Johna Berneya, ma dzieci
- David Randolph Moray Stuart (20 czerwca 1924 – 21 grudnia 1999), 2. wicehrabia Stuart of Findhorn

W 1923 r. został wybrany do Izby Gmin jako reprezentant okręgu Moray and Nairn. W 1939 r. został członkiem Tajnej Rady. W latach 1941–1948 był głównym whipem Partii Konserwatywnej. W latach 1941–1945 był parlamentarnym sekretarzem skarbu. W latach 1950–1952 był przewodniczącym Szkockiej Partii Unionistycznej. W latach 1951–1957 był członkiem gabinetu jako minister ds. Szkocji. W 1957 r. otrzymał Order Kawalerów Honorowych. 20 listopada 1959 r. otrzymał tytuł 1. wicehrabiego Stuart of Findhorn i zasiadł w Izbie Lordów. Tytuł parowski odziedziczył jego jedyny syn.